# Recueil d'Arras
Le Recueil d'Arras est le titre donné à un manuscrit conservé à la bibliothèque municipale d'Arras et contenant une collection de portraits dessinés dans le troisième quart du XVIe siècle.

## Présentation
Le manuscrit no 266 (ms. 944.2) de la bibliothèque municipale d'Arras est un manuscrit en papier de 41 cm de haut et de 28 cm de large contenant 293 feuillets reliés au parchemin. Sur 289 de ces feuillets, on a collé des portraits de personnages célèbres, réalisés à la sanguine (128/289), à la mine de plomb (147/289), aux deux crayons ou à la sanguine et à l'encre. Neuf de ces portraits ont disparu, non sans laisser une empreinte (estampage), souvent assez lisible, sur la page d'en face. Ce dernier détail révèle d'ailleurs que l'ordre de certains feuillets a été modifié.
Les tables et les inscriptions de la plupart des portraits sont rédigées dans une écriture cursive gothique du XVIe siècle, qui semble être de trois mains différentes. Une quatrième écriture, datable du XVIIIe siècle, se retrouve sur certains feuillets.
Recopiés d'après des tableaux (quelquefois avec des indications de couleurs), dessins, gravures, monuments funéraires ou vitraux, ces portraits présentent un grand intérêt pour les historiens et historiens de l'art. Dans la plupart des cas, ils témoignent d’œuvres perdues, à quelques exceptions notables, comme le portait de Baudouin de Lannoy, copie directe du tableau de Van Eyck.

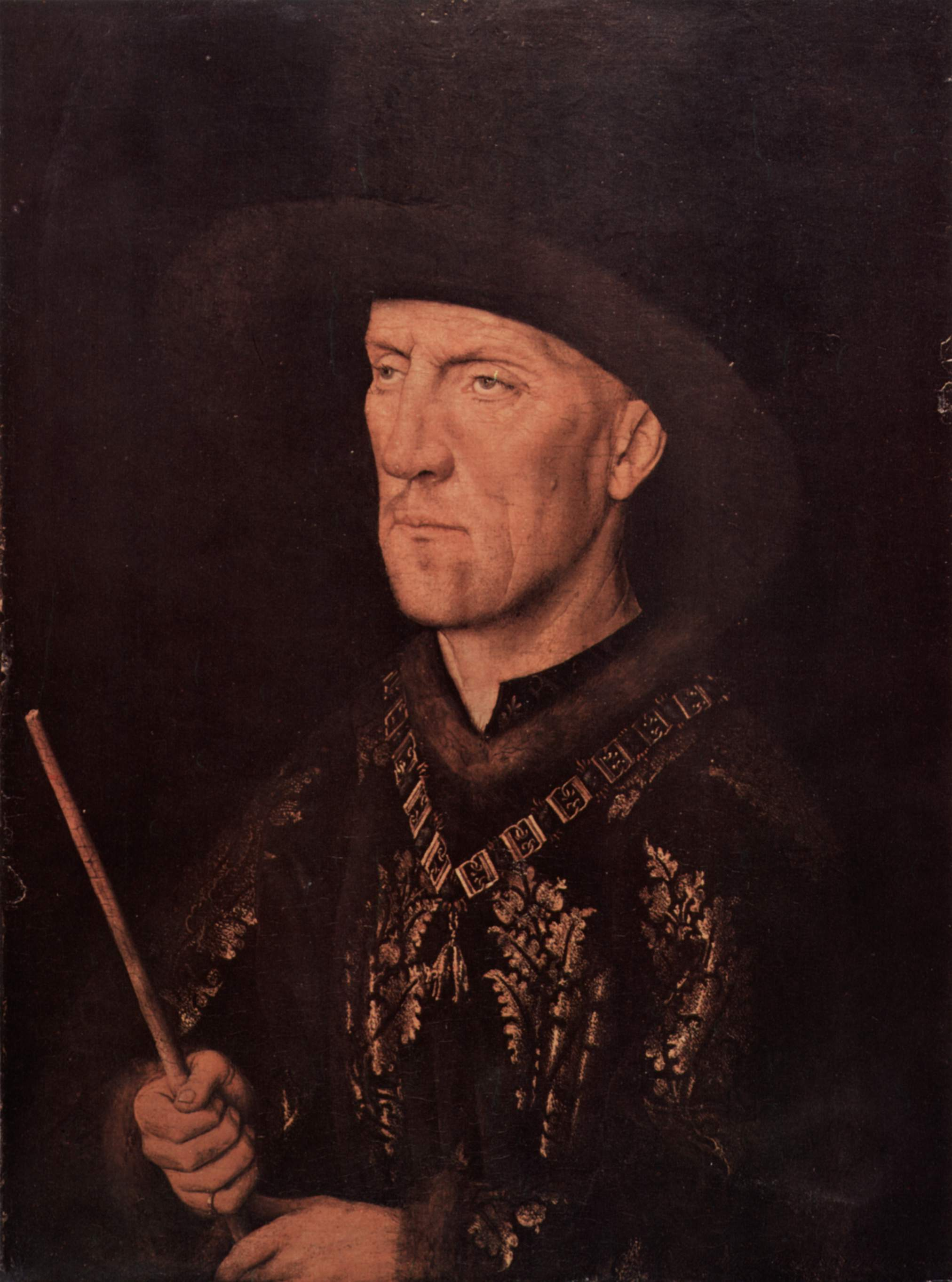
Jan van Eyck, Portrait de Baudoin de Lannoy, vers 1435.
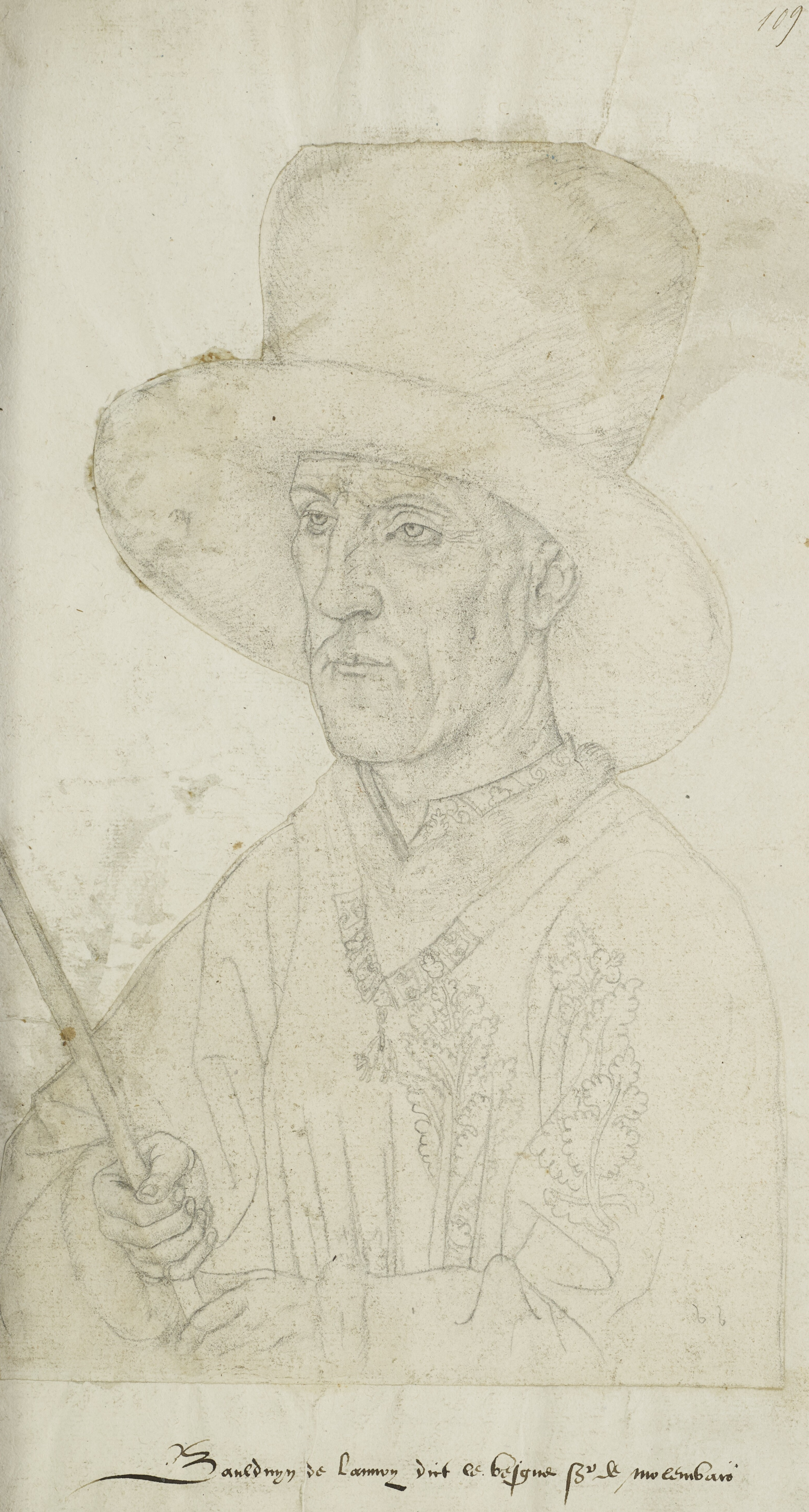
Portrait de Baudouin de Lannoy au recto du feuillet 109 du Recueil d'Arras.

Si les personnages représentés dans cet album appartiennent surtout à la noblesse du Nord de l'Europe ou à l’Église, on trouve aussi quelques autres célébrités du Moyen Âge tardif et de la première moitié du XVIe siècle, dont plusieurs peintres et écrivains. Parmi les nobles, une grande part des portraits concerne des chevaliers de l'ordre de la Toison d'or et des membres des grandes familles du Hainaut.
Ces deux derniers points appuient l'attribution de la majorité des dessins du recueil à l'artiste hainuyer Jacques Le Boucq, actif à Valenciennes entre 1548 et 1573, roi d'armes de la Toison d'or en 1559-1560 et auteur d'un manuscrit sur les fêtes et chapitres de cet ordre. Le Boucq pourrait avoir constitué ce corpus en tant que livre de modèles, pour son propre usage.
Il est possible que le manuscrit ait ensuite été déplacé de Valenciennes à Arras, peut-être par Dom Lepez, religieux érudit de l'abbaye Saint-Vaast au début du XVIIIe siècle. La bibliothèque d'Arras l'a acquis entre 1826 et 1839.
Publié intégralement pour la première fois en 2007, le manuscrit a été numérisé et mis en ligne en novembre 2019.

## Liste des portraits
| Folio | Vignette | Personnage | Inscription sous le portrait |
| ----- | -------- | --- | --- |
| 5     |          | Philippe V le Long | Philippes de Valloys roy de Franche |
| 6     |          | Jeanne II de Bourgogne | Jehenne de Bourgongne femme de Philippes de Valoys roy de France |
| 7     |          | Louis XI | Loys XIe roy de France |
| 8     |          | Marguerite d'Écosse (1424-1445) | de Savoye femme de Louys XIe |
| 9     |          | François Ier de France | Franchoys premier de ce nom roy de France |
| 10    |          | François Ier de France | Franchoys premier de ce nom roy de France |
| 11    |          | François de France (1518-1536) | Franchoys dauphyn filz aisné de Franchoys premier du nom roy de France |
| 12    |          | Charles IX (roi de France) | Charles IXe du nom roy de France |
| 13    |          | Louis Ier de Bourbon-Condé | Loys de Bourbon prince de Condé |
| 14    |          | Henri VII (roi d'Angleterre) | Henry VIIe roy d'Angleterre |
| 15    |          | Élisabeth d'York | Isabeau fille de Edouard roy d'Angleterre et femme de Henry VIIe roi d'Angleterre |
| 16    |          | Élisabeth Ire d'Angleterre | Izabeau roine d'Angleterre |
| 17    |          | Élisabeth Ire d'Angleterre | Isabel royne d'Angleterre fille de Henry VIIIe |
| 18    |          | Jacques IV (roi d'Écosse) | Jacques roy d'Escoce |
| 19    |          | Marguerite Tudor | Marguerite d'Angleterre royne d'Escoce seur de Henry VIIIe roy d'Angleterre |
| 20    |          | Bérault Stuart d'Aubigny | Sire Bernard Stuart lord Ofobeny escossois capitaine et gouverneur general de l'armée de Charles roy de France quand il alla a Naples |
| 21    |          | Jacques II (roi d'Écosse) ? | Jacques roy d'Escoce |
| 22    |          | Gitane ayant guéri un roi d'Écosse | L'Egyptienne quy rendist la santé part art de medecine au roy d'Escoce abandonné des medecins |
| 23    |          | Perkin Warbeck | Pierre Varbeck natif de Tournay, supposé pour Richard duc d'Yorck second fils d'Edouard IV roy d' Angleterre l'an 1492 fut pendu à Londres sur la fin de l'an 1499 |
| 24    |          | Zizim | Le frere du Turc nommé Zelin estant prins à Rhodes fut envoyé au pape Alexandre à Rome lequel il donna à Charles roy de France pour en faire son plaisir : quant le roy alla à Naples ce mesme visaige fut envoyé au bon roy Philippes |
| 25    |          | Alexander Haliburton ? | Sandres Aliberton conbatist en ung camp en la ville de Edimbourg et advint que son adversaire en glissant tombist et Sandres s'arresta en luy disant : « Levez-vous ! » Lequel se leva et se deffendist combattant en telle sorte qu'il blessa fort ledict Sandres et fust le conbat fort rayde, mays en la fin ledict Sanders mist à mort son dict adversaires |
| 26    |          | Delart Adagel ? | Delart adagel |
| 27    |          | Jean Ier de Hainaut | Jehan d'Avesnes conte de Haynault, Hollande, Zeellande etc |
| 28    |          | Philippa de Luxembourg | Philippote de Luxembourg, femme de Jehan conte de Haynault |
| 29    |          | Marguerite de Clèves | Marguerite de Cleves IIe femme de Aubert de Baviere conte de Haynault |
| 30    |          | Jean III de Bavière | Jehan de Baviere dict Sans Merchy, evesque de Liege, a laquelle evesché il renoncha, et se maria |
| 31    |          | Guillaume Ier de Hainaut | Guillaume conte de Haynnault, Hollande, Zeellande etc. |
| 32    |          | Jeanne de Valois (1294-1352) | Jehenne de Valloys femme de Guillaume conte de Haynnaut |
| 33    |          | Jean de Beaumont (1288-1356) | Jehan de Haynault sieur de Beaumont |
| 34    |          | Jeanne de Beaumont | Jehenne contesse de Soisson |
| 35    |          | Jean de France (1398-1417) | Jehan dauphin de France premier mary de Jacquelyne de Baviere contesse de Haynnault, Hollande Zeellande etc |
| 36    |          | Jacqueline de Hainaut | Jacqueline de Baviere contesse de Haynault, Hollande, Zeellande etc |
| 37    |          | Humphrey de Lancastre | Humfroy duc de Clocestre troiziesme mari de Jacquelyne de Baviere contesse de Haynnault |
| 38    |          | Vranck van Borselen | Francq de Bourselle conte d'Ostrevant IIIIe mary de Jacquelynne de Baviere contesse de Haynnault |
| 39    |          | Vranck van Borselen | Francq de Boursele conte d'Ostrevant IIIIe mary de Jacquelynne de Baviere contesse de Haynnault |
| 40    |          | Jean II de Blois-Châtillon | Jehan de Chastillon conte de Bloys |
| 41    |          | Mathilde de Gueldre | Marguerite duchesse de Gheldres femme de Jehan de Chastillon conte de Bloys |
| 42    |          | Guy II de Blois-Châtillon | Guy de Chastillon conte de Bloys |
| 43    |          | Marie de Namur (d) | Marie de Namur femme de Guy de Chastillon conte de Bloys |
| 44    |          | Charles de Blois | Sainct Charles de Bloys |
| 45    |          | Jeanne de Penthièvre | Jehenne ducesse de Bretaigne femme de Sainct Charles de Bloys |
| 46    |          | Jean Ier de Châtillon | Jehan de Bretaigne conte de Ponthieuvre |
| 47    |          | Marguerite de Clisson | Marguerite de Clisson femme de Jehan de Bretaigne conte de Pontieuvre |
| 48    |          | Louis Ier de Blois-Châtillon | Loys de Chastillon conte de Bloys |
| 49    |          | Jeanne de Beaumont | Jehenne de Haynnault contesse de Soisson dame de Beaumont, femme de Loys de Chastillon conte de Bloys |
| 50    |          | Louis II de Blois-Châtillon | Loys de Chastillon conte de Dunois filz de Loys conte de Bloys |
| 51    |          | Marie de Berry | Marie de Berry femme de Loys de Chastillon conte de Dunois |
| 52    |          | Louis Ier de Flandre | Loys dict de Nevers conte de Flandres |
| 53    |          | Marguerite Ire de Bourgogne | Marguerite fille de roy de France femme a Loys dict de Nevers conte de Flandres |
| 54    |          | Louis II de Flandre | Loys dict de Male conte de Flandres |
| 55    |          | Marguerite de Brabant (1323-1380) | Marguerite de Brabant femme de Loys de Male conte de Flandres |
| 56    |          | Péronne de Leval (maîtresse de Louis II de Flandre)                                                                                        | Peronne de le Val concubine de Loys de Male conte de Flandres dont sont descendus les sieurs de Praet |
| 57    |          | Eustachie Cornemuse (maîtresse de Louis II de Flandre et mère de Jean de Flandres, seigneur de Drincham)                                   | Eustache de Cornehuse concubine de Loys de Malle conte de Flandres dont sont descendus les seigneurs de Drinckam |
| 58    |          | Jean de Flandres, seigneur de Drincham | Jehan de Flandres seigneur de Drinckam |
| 59    |          | Jossine de Saint-Omer, épouse de Jean de Flandres, seigneur de Drincham                                                                    | Jossine de St Omer femme de Jehan de Flandres seigneur de Drinckam |
| 60    |          | Antoine de Brabant | Anthoyne de Valloys duc de Brabant |
| 61    |          | Philippe le Bon et Charles le Téméraire | Phelippes dict le Bon duc de Bourgongne. Charles duc de Bourgongne filz de Philippes |
| 62    |          | Bonne d'Artois | Bonne d'Arthoys ducesse de Bourgongne, fille du conte d'Eu, 2e femme de Philippe le Bon |
| 63    |          | Isabelle de Bourbon | Isabel de Bourbon |
| 64    |          | Marguerite d'York (1446-1503) | Marguerite de Yorck IIIe femme de Charles de Bourgongne |
| 65    |          | Maximilien Ier, empereur du Saint-Empire                                                                                                   | Maximilien empereur 1er du nom |
| 66    |          | Marie de Bourgogne | Marie duchesse de Bourgogne, femme de Maximilien 1er empereur |
| 67    |          | Philippe Ier le Beau | Philippes d'Austrice roy de Castille, archeduc d'Austrice, duc de Bourgongne, conte de Flandres etc. filz de Maximilien empereur |
| 68    |          | Marguerite d'Autriche (1480-1530) | Marguerite d'Austrice fille de l'empereur Maximilian duchesse de Savoye, regente et gouvernante des pays-bas |
| 69    |          | Éléonore de Habsbourg, | Eléonore fille aisnée de Philippes archeduc d'Austrice |
| 70    |          | Anne-Marguerite d'Autriche (1517-1545), bâtarde de l'empereur Maximilien, seconde femme de François de Melun, comte d'Épinoy               | Anne d'Austriche bastarde de Maximilien empereur, deuxiesme femme de Franchois de Melun conte d'Espinoy |
| 71    |          | Marie de Portugal (1521-1577) | L'infante dona Maria de Portugal fille du Roy Emmanuel et de Eleonore d'Austrice |
| 72    |          | Charles Quint | Charles d'Austriche empereur Ve du nom |
| 73    |          | Isabelle de Portugal (1503-1539) | Elizabeth fille de Emmanuel roy de Portugal femme de Charles Ve empereur |
| 74    |          | Philippe II (roi d'Espagne) | Philippes d'Austrice filz de Charles Ve empereur, roy des Espaignes |
| 75    |          | Élisabeth de France (1545-1568) | Isabeau de France troisiesme femme de Philippe II roy d'Espagne |
| 76    |          | Marie d'Autriche | Marie d'Austriche fille de Charles V empereur, femme de Maximilien II empereur |
| 77    |          | Jeanne d'Autriche (1535-1573) | Jehenne d'Autrice fille de Charles empereur femme de Emanuel prince de Portugal |
| 78    |          | Christian II (roi de Danemark) | Christierne roy de Dainemarcke en son jeusne eage |
| 79    |          | Isabelle d'Autriche | Isabeau d'Austrice seur de Charles Ve empereur femme de Christierne roy de Danemarcke |
| 80    |          | Jean de Danemark (1518-1532) | prince de Dainemarcke |
| 81    |          | Christine de Danemark | Chrestienne fille de Christierne roy de Dainemarcke ducesse de Milan et depuis duchesse de Loraine |
| 82    |          | Marguerite de Parme (1522-1586) | Marguerite fille bastarde de l'empereur Charles Ve |
| 83    |          | Adolphe de Clèves-Ravenstein | Adolph de Cleves sieur de Ravestayn comme il est à Bruxelles aux Jacopins sur sa sepulture avecq ses deux femmes |
| 84    |          | Béatrice de Coimbra | Beatrix de Portugal fille au duc de Coymbre première femme de Adolph de Cleves sieur de Ravestayn |
| 85    |          | Anne de Bourgogne | Anne bastarde de Bourgongne IIe femme de Adolph de Cleves sieur de Ravestayn |
| 86    |          | Adolphe de Clèves-Ravenstein | Adolphi de Cleves sieur de Ravestain |
| 87    |          | Béatrice de Coimbra | Beatrix de Portugal fille au duc de Coymbre première femme de Adolph sieur de Ravesteyn |
| 88    |          | Anne de Bourgogne | Anne bastarde de Bourgongne IIe femme de Adolph de Cleves sieur de Ravesteyn |
| 89    |          | Philippe de Clèves | Philippe de Cleves sieur de Ravesteyn |
| 90    |          | Françoise de Luxembourg (d) (†1523), fille de Pierre II de Luxembourg-Saint-Pol, épouse de Philippe de Clèves                              | Franchoyse de Luxembourg femme de Philippes de Cleves sieur de Ravesteyn |
| 91    |          | Philippe de Clèves | Philippes sieur de Ravesteyn |
| 92    |          | Guillaume de Clèves | Guillaume duc de Cleves et de Julliers |
| 93    |          | Frédéric III de Saxe | Frédéric III de Saxe |
| 94    |          | Frédéric III de Saxe | id[em] |
| 95    |          | Frédéric III de Saxe | Frédéric duc de Saxe electeur |
| 96    |          | Jean VI de Bourgogne | Jehan de Bourgongne frere bastard du bon duc Phelippe evesque de Cambray |
| 97    |          | David de Bourgogne | David evesque d'Utrecht fils bastard de Phelippes duc de Bourgogne |
| 98    |          | Philippe de Bourgogne (évêque d'Utrecht)                                                                                                   | Phelippe bastard de Bourgongne chevalier du thoyson d'or et depuis evesque d'Utrecht |
| 99    |          | Jeanne de Presles (d) | Jehanne de Prelle concubine de Phelippe duc de Bourgongne et mere de Anthoyne le grand bastard |
| 100   |          | Antoine de Bourgogne (bâtard) | Anthoyne le grand bastard de Bourgongne, seigneur de Beures |
| 101   |          | Catherine de Thieffries (d), maîtresse de Philippe le Bon et mère de Baudouin de Bourgogne                                                 | Catherine Thieffries concubinne de Phelippe duc de Bourgogne et mere de Baulduyn sieur de Falais |
| 102   |          | Baudouin de Bourgogne | Baulduyn dict de Lille filz bastard de Phelippe duc de Bourgongne |
| 103   |          | Marie Manuel de la Cerda (d) , femme de Baudouin de Bourgogne                                                                              | Marie Emanuel femme de Baulduyn bastard de Bourgongne |
| 104   |          | Philippe de Bourgogne-Beveren | Philippe de Bourgoingne sieur de la Vere chevalier du thoison d'or |
| 105   |          | Adolphe de Bourgogne | Adolphe de Bourgoingne sieur de la Vere admiral |
| 106   |          | Anna van Glymes van Bergen (d) (1492-1541), fille de Jean III de Glymes et femme d'Adolphe de Bourgogne                                    | fille de seigneur de Berghues et femme de Adolphe sieur de la Vère |
| 107   |          | Charles de Bourgogne (d) | Charles de Bourgongne seigneur de Bredam |
| 108   |          | Yolande de Bourgogne († 1470), bâtarde de Philippe le Bon et femme de Jean (et non Antoine) d'Ailly                                        | Iolente bastarde de Bourgongne femme de Anthoyne dailly vidame d'Amiens |
| 109   |          | Baudouin de Lannoy | Baulduyn de Lannoy dict le Besgue sieur de Molembais |
| 110   |          | Adrienne de Berlaymont (d), femme de Baudouin de Lannoy                                                                                    | Adrienne de Berlaimont dame de Solre le Chasteau femme de Baulduyn de Lannoy sieur de Molembais |
| 111   |          | Hugues de Lannoy (vers 1311-1349) | Hugues seigneur de Lannoy et de Le Lys, morut l'an 1349 |
| 112   |          | Marguerite de Maingoval († 1380), femme d'Hugues de Lannoy                                                                                 | Marguerite dame de Mingoval femme de Hugues sieur de Lannoy |
| 113   |          | Pierre de Lannoy (d), seigneur de Fresnoy (vers 1445-1510)                                                                                 | Pierre de Lannoy sieur du Fresnoy chevalier de l'ordre |
| 114   |          | Jean de Lannoy (d) († 1492), abbé de Saint-Bertin                                                                                          | Jehan de Lannoy abbé de Sainct Bertin |
| 115   |          | Philippe de Lannoy (1487-1543), seigneur de Molenbaix                                                                                      | Philippe de Lannoy sieur de Mollembais |
| 116   |          | Léon, seigneur de Proisy, gendre de Baudouin de Lannoy                                                                                     | Leon seigneur de Proisy |
| 117   |          | Anne de Lannoy, fille de Baudouin, femme de Léon de Proisy                                                                                 | de Lannoy fille du besgue seigneur de Molembais femme de Leon seigneur de Proisy |
| 118   |          | Gilbert Ier de Lannoy († avant 1409), seigneur de Santes                                                                                   | Guillebert de Lannoy sieur de Santes |
| 119   |          | Catherine de Molenbaix, femme de Gilbert Ier de Lannoy                                                                                     | Catherine heritiere de Mollembais femme de Guillebert de Lannoy |
| 120   |          | Jean de Lannoy (d) (1428-1498), seigneur de Maingoval                                                                                      | Messire Jehan de Lannoy sieur de Mingoval |
| 121   |          | Catherine de Neufville (d) , première femme de Jean III de Lannoy                                                                          | Dame Catherinne de Neufville premiere femme de Jehan de Lannoy sieur de Mingoval |
| 122   |          | Philippote de Lalaing (d) , deuxième femme de Jean III de Lannoy                                                                           | Dame Philippe de Lallaing deuxiesme femme de Jehan de Lannoy sieur de Mingoval |
| 123   |          | Henri III de Nassau-Breda | Henry conte de Nassau |
| 124   |          | René de Chalon | René de Chalon |
| 125   |          | Anne de Lorraine | Anne de Loraine femme de René de Châlon prince d'Orenges et depuis seconde femme de Philippe de Croy duc d'Arschot |
| 126   |          | Maximilien de Hornes (d) | Maximilien de Hornes sieur de Gaesbecque |
| 127   |          | Frédéric II du Palatinat | Conte palatin |
| 128   |          | Robert de Croÿ | Robert de Croy evesque et duc de Cambray |
| 129   |          | Philippe II de Croÿ | Philippe de Croy duc d'Arschot |
| 130   |          | Philippe III de Croÿ | Philippe de Croy fils de Philippe duc d'Arschot |
| 131   |          | Hélène de Croÿ (d) , femme de Jacques III de Luxembourg-Fiennes                                                                            | Helayne de Croy femme de Jacques de Luxembourg seigneur de Fiennes |
| 132   |          | Charles Philippe de Croÿ | Charles Philippes de Croy seigneur de Hafort |
| 133   |          | Antoine de Croÿ-Chimay (d) | Anthoyne de Croy seigneur de Sempy |
| 134   |          | Jacqueline de Croÿ († 1486), femme de Jean IV de Ligne (en)                                                                                | Jacquelynne de Croy femme de Jehan sieur de Ligne |
| 135   |          | Louise de Croÿ (1524–1585), femme de Maximilien II de Bourgogne                                                                            | Loyse de Croy femme de Maximilien de Bourgongne marquis de la Vere |
| 136   |          | Lambertine de Croÿ († 1601), fille d'Adrien de Croÿ, femme d'Antoine de Croÿ, seigneur de Fontaine-L'Evêque, puis de Gilles de Berlaymont  | Lamberde de Croy femme de de Henin sieur de Fontaine et depuis a sieur de Berlaimont, Hierge etc. |
| 137   |          | Robert III de La Marck | Messire Robert de la Marche sieur de Florenge fut prins a Pavye et amené prisonnier a l'Escluse en Flandres |
| 138   |          | Joost van Montfoort (d) | Josse conte de Montfort en Hollande |
| 139   |          | Anne de Lalaing, femme de Joost van Montfoort                                                                                              | Anne de Lallaing femme de Josse conte de Montfort |
| 140   |          | Antoine de Berghes († 1531), abbé de Saint-Bertin                                                                                          | Anthoine de Berghe abbé de Saint Bertin a Saint Omer |
| 141   |          | Jean IV de Glymes | Jehan marquis de Bergues conte de Walhain etc. |
| 142   |          | Antoine Ier de Lalaing | Anthoyne de Lallaing premier conte de Hoochstraete |
| 143   |          | Élisabeth de Culembourg | Isabeau contesse de Hoochstraete femme de Anthoyne de Lallaing |
| 144   |          | Philippe de Lalaing (en) | Philippe de Lalaing conte de Hoochstraete |
| 145   |          | Anna von Rennenberg (d) , femme de Philippe de Lalaing (en)                                                                                | Anne de Ravemberghe femme de Philippes de Lalaing conte de Hoochstraete |
| 146   |          | Antoine de Lalaing Hoogstraten (en) | Anthoyne de Lallaing conte de Hoochstraete |
| 147   |          | Antoine de Lalaing Hoogstraten (en) | Anthoyne de Lallaing conte de Hoochstraete |
| 148   |          | Charles II de Lalaing | Charles IIe conte de Lallaing |
| 149   |          | Everard van Pallandt (d) (1510-1540) | Everard seigneur de Palant |
| 150   |          | Charles Ier de Trazegnies | Charles seigneur de Trasignies |
| 151   |          | Maria Magdalena von Palant (d) († 1566), fille d'Everard et femme de Charles Ier de Trazegnies                                             | Marie de Pallant femme de Charles seigneur de Trazegnies |
| 152   |          | Joseph de Montmorency (d) | Joseph de Memorenchy, seigneur de Nevele |
| 153   |          | Marie de Hornes, femme de Philippe de Montmorency-Nevele, mère de Joseph de Montmorency (d)                                                | Marie contesse de Horne, dame de Montmorency |
| 154   |          | Philippe de Montmorency | Philippes baron de Memorenchy conte de Hornes |
| 155   |          | Walburge de Neuenahr | Walburge de Nyeuwenart femme de Philippes de Montmorenchy conte de Horne |
| 156   |          | Florent de Montmorency | Floris de Montmorenchy sieur de Montigny et de Leuze |
| 157   |          | Jean de Montmorency (d) | Jehan de Montmorenchy sieur de Courrières chevalier du thoyson d'or gouverneur de Lille, Douay et Orchies |
| 158   |          | Pierre de Werchin (d) | Pierre de Werchy seneschal de Haynnault chevalier du thoyson d'or |
| 159   |          | Philibert de La Baume (d) († 1572), baron de Montfalconnet, maître d'hôtel de Charles Quint                                                | Philibert de la Balme, baron de Montfalconnet |
| 160   |          | Ferdinand Ier de Guastalla | Don Fernando de Gonzaga, prince de Malfette. chevalier du thoyson d'or, gouverneur de Millan |
| 161   |          | Jean IV de Hénin-Liétard (1499-1562), seigneur de Boussu ?                                                                                 | Pierre de Henin sieur de Boussu |
| 162   |          | Jean V de Hénin | Jehan de Henin conte de Boussu |
| 163   |          | Anne de Bourgogne (1516-1551), fille d'Adolphe de Bourgogne et femme de Jean V de Hénin                                                    | Anne de Bourgoingne femme de Jehan conte de Boussu |
| 164   |          | Philippe de Hénin († 1542), fils de Jean V de Hénin                                                                                        | Philippe de Henin sieur de Boussu |
| 165   |          | Maximilien de Hénin-Liétard | Maximilien de Henin conte de Boussu |
| 166   |          | Henri III de Witthem (d) | Henry de Withem chevalier de l'ordre sieur de Berselle |
| 167   |          | Hendrik IV Corsselaar (d) | Henry de Wittem sieur de Berselle |
| 168   |          | Jeanne de Lannoy, femme d'Hendrik IV Corsselaar (d)                                                                                        | Jehenne de Lannoy dame de Sebourcq, femme du sieur de Berselle |
| 169   |          | Maximilien de Witthem (d) | Maximilien de Witthem sieur de Berselle |
| 170   |          | Gillette de Halluin, femme de Maximilien de Witthem (d)                                                                                    | Gillette de Hallewyn, femme de messire Maximilien de Witthem sieur de Berselle |
| 171   |          | Jean Ier de Bohême | Jehan de Luxembourg roy de Bohesme |
| 172   |          | Élisabeth de Bohême (1292-1330) | Izabeau roine de Bohesme femme de Jehan conte de Luxembourg |
| 173   |          | Venceslas Ier de Luxembourg | Wenchelyn premier duc de Luxembourg frere de Charles IIIIe empereur roy de Bohesme |
| 174   |          | Jean de Luxembourg (1370-1397) | Jehan de Luxembourg seigneur de Beaurevoir |
| 175   |          | Marguerite d'Enghien | Marguerite dame d'Enghien femme de Jehan de Luxembourg sieur de Beaurevoir |
| 176   |          | Jacques Ier de Luxembourg, fils de Thibault de Luxembourg                                                                                  | Jacques de Luxembourg filz de Thibault sieur de Fiennes |
| 177   |          | Marie de Berlaymont (d) (1462-1529), fille de Gérard III de Berlaymont, femme de Jacques Ier de Luxembourg                                 | Marie dame de Ville, femme de Jacques de Luxembourg sieur de Fiennes |
| 179   |          | Jean de Luxembourg | Jehan de Luxembourg seigneur de Ville |
| 180   |          | Élisabeth de Culembourg | Isabeau dame de Culembourg femme de Jehan de Luxembourg sieur de Ville |
| 181   |          | Jean IV de Melun | Jehan de Melun baron d'Anthoing |
| 182   |          | Jeanne d'Abbeville (d) | Jehenne d'Abbeville femme de Jehan de Melun baron d'Anthoing |
| 183   |          | Michel de Ligne († 1469), baron de Ligne et de Barbençon                                                                                   | Michiel de Ligne sieur de Brabanchon |
| 184   |          | Bonne d'Abbeville († 1472), femme de Michel de Ligne                                                                                       | Bonne d'Abbeville femme de Michiel de Ligne sieur de Brabanchon |
| 185   |          | Guillaume de Ligne († 1519), fils de Michel de Ligne                                                                                       | Guillaume de Ligne sieur de Brabanchon |
| 186   |          | Adrienne de Halluin († 1543), femme de Guillaume de Ligne                                                                                  | Adrienne de Hallewyn, femme de Guillaume sieur de Brabanchon |
| 187   |          | Jean de Ligne | Jehan de Ligne conte d'Aremberghe baron de Brabanchon |
| 188   |          | Marguerite de La Marck-Arenberg | Marguerite contesse et heritiere d'Aremberghe, femme au sieur de Barbanchon |
| 189   |          | Jean IV de Ligne (en) († 1491) | Jehan sieur de Ligne, chevalier du thoyson d'or |
| 190   |          | Jacques de Ligne (vers 1503-1552) | Jacques conte de Ligne |
| 191   |          | Maria van Wassenaer (†1544), fille de Jan II van Wassenaer et femme de Jacques de Ligne                                                    | Marie dame de Wassenaere femme de Jacques conte de Ligne |
| 192   |          | Jan I van Wassenaer (1427-1496), père de Jan II van Wassenaer                                                                              | Jehan sieur de Wassenaere viscomte de Leyde |
| 193   |          | Jeanne de Halluin, femme de Jan I van Wassenaer                                                                                            | Jehenne de Hallewyn femme de Jehan sieur de Vassenaere |
| 194   |          | Jan II van Wassenaer | Jehan de Wassenaere visconte de le Leyde, chevalier du thoyson d'or |
| 195   |          | Jossine d'Egmont, fille de Jean III d'Egmont et femme Jan II van Wassenaer                                                                 | Jossine fille aisnée de Jehan conte d'Egmont femme de Jehan sieur de Wassenaere |
| 196   |          | Jean III d'Egmont | Jehan premier conte d'Egmont |
| 197   |          | Madeleine de Werdenberg-Trochtelfingen (1464-1538), femme de Jean III d'Egmont                                                             | Magdelaine de Wardemberghe femme de Jehan conte d'Egmont |
| 198   |          | Georges d'Egmont | George d'Egmont evesque d'Utrecht abbé de Saint-Amand |
| 199   |          | Catherine d'Egmont (1491-1544), fille de Jean III d'Egmont                                                                                 | d'Egmont dame de Corquienne seur de Georges evesque d'Utrecht |
| 200   |          | Lamoral (comte d'Egmont) | Lamoral conte d'Egmont |
| 201   |          | Sabine de Palatinat-Simmern | Sabine de Baviere femme de Lamoral conte d'Egmont |
| 202   |          | Guillaume Ier d'Orange-Nassau | Guillaume de Nassou prince d'Orenges |
| 203   |          | Anne d'Egmont | Anne d'Egmont contesse de Buren, femme du prince d'Orenges |
| 204   |          | Anne de Saxe (1544-1577) | Anne de Saxe IIe femme de Guillaume conte de Nassau prince d'Aurenges |
| 205   |          | Renaud III de Brederode | Regnault sieur de Brederode, chevalier du thoyson d'or |
| 206   |          | Hendrik van Brederode | Henry sieur de Brederode et de Viame, filz de Regnault |
| 207   |          | Amélie de Neuenahr-Alpen | Amelya de Mandrechet femme de Henry sieur de Brederode |
| 208   |          | Jacob van Bronckhorst-Batenburg (d) | baron de Battembourg |
| 209   |          | Guillaume de Jauche, seigneur de Mastaing                                                                                                  | Guillaume de Jauce sieur de Mastaing |
| 210   |          | Catherine de Lannoy (d) (1522-1555), fille de Philippe de Lannoy (1487-1543) et première femme de Gabriel de Jauche (1514-1579)            | Catherine de Lannoy premiere femme de Gabriel de Jauce seigneur de Mastaing |
| 211   |          | Jeanne de Montmorency-Croisilles (d) (vers 1537-1576), fille de Baudouin de Montmorency, femme de Gabriel de Jauche                        | Jehenne de Montmorenchy fille de Baulduyn seigneur de Croisilles deuxiesme femme de Gabriel de Jauce seigneur Mastaing |
| 212   |          | Jean IV de La Hamaide (1360-1415) | Jehan sieur de la Hamedde et de Condé |
| 213   |          | Anne de Jauche, femme de Jean IV de La Hamaide                                                                                             | Anne de Jauce femme de Jehan sieur de Condé et de la Hameddes |
| 214   |          | Guy de Brimeu | Guy de Brimeu sieur de Humbercourt, decapité par les Ganthoys durant leurs mutineries |
| 215   |          | Pierre de Bauffremont | Messire Pierre de Beffremont conte de Charny |
| 216   |          | Jean de Rubempré | Jehan de Reubempré sieur de Bievres |
| 217   |          | Colle de Vertaing (1436-1459), femme de Jean de Rubempré                                                                                   | Colle de Vertaing dame d'Aubigni femme de Jehan de Reubempré sieur de Bievres |
| 218   |          | Robert de Masmines (vers 1387–1430) | Robert seigneur de Masmines |
| 219   |          | Eustache V de Bousies (1464-1548), seigneur de Vertaing                                                                                    | Eustache de Bousies sieur de Vertaing a l'eaige de LX ans 1527 |
| 220   |          | Quentin de Ville († 1428), seigneur d'Audregnies                                                                                           | Messire Quintin de Ville sieur d'Andrignies |
| 221   |          | Jeanne de Senzeilles († 1431), femme de Quentin de Ville                                                                                   | Dame Jehenne heritiere de Senzelles |
| 222   |          | Antoine de La Barre (d) (1477-1532), seigneur de Mouscron, maître d’hôtel de Charles Quint                                                 | Anthoine de La Barre sieur de Mouscrons |
| 223   |          | Colart d'Ongnies (d) (vers 1350-1414), dit l'Etourdi                                                                                       | Collart sieur d'Ougnies dict Estourdy |
| 224   |          | Marie de Molembaix (d) (vers 1350-1443), femme de Colart d'Ongnies                                                                         | Marie de Molembais femme de Collart d'Ougnies dict Estourdy |
| 225   |          | Jacques II de Recourt, baron de Licques, chambellan de Charles Quint                                                                       | Jacques de Recourt baron de Licques chastellain de Lens |
| 226   |          | Isabeau de Fouquesolles, femme de Jacques II de Recourt                                                                                    | Isabeau de Fouxol, femme de Jacques de Recourt baron de Licques |
| 227   |          | François de Recourt (d) (1505-1535), seigneur de Recourt et de Camblain, frère de Jacques II de Recourt                                    | Franchoys sieur de Gamblyn et de Recourt |
| 228   |          | Jacques de Montigny, seigneur de Noyelles-sur-Selle                                                                                        | Jacques de Montigny sieur de Noyelle, Villers Poix, de la Hesse etc. |
| 229   |          | Jeanne de Sailly, femme de Jacques de Montigny                                                                                             | Jehenne de Sailly femme de Jacques de Montigni seigneur de Noyelles |
| 230   |          | Antoine de Montigny († 1558), gouverneur de Bouchain                                                                                       | Anthoyne de Montigni sieur de Noyelle Villers etc. |
| 231   |          | Louis de Gavre (d) († 1560), seigneur de Frésin et Ollignies                                                                               | Loys de Ganere, sieur de Fresyn, Oligny, Muyssant etc. |
| 232   |          | Jeanne de Rubempré (d) , femme de Louis de Gavre                                                                                           | Jehenne de Reubempré femme de Loys de Ganere sieur de Frezin |
| 233   |          | Nicolas Rolin | Messire Nicollas Rollyn sieur d'Aymeries chancellier de Bourgongne |
| 234   |          | Guigone de Salins | Marie de Laude premiere femme de Nicollas Rollin sieur d'Aimeries |
| 235   |          | Charles de Bernemicourt (1490-1556), seigneur de La Thieuloye                                                                              | Charles de Bernemicourt sieur de la Thieulloys |
| 236   |          | Florence de Hemstede († 1560), femme de Charles de Bernemicourt                                                                            | Florence de Hemstede femme de Charles de Bernemicourt sieur de la Thieuloys |
| 237   |          | François de Bernemicourt, gouverneur de Béthune, fils de Charles de Bernemicourt                                                           | Franchoys de Bernemicourt sieur de la Thieuloys gouverneur de Bethune |
| 238   |          | Louise de Canteleu, femme de François de Bernemicourt                                                                                      | Loyse de Canteleu dame de Donrin femme de Franchoys de Bernemicourt sieur de la Thieulloys |
| 239   |          | Anne de Bernemicourt, fille de Charles de Bernemicourt et femme de Fernando de La Cerda y Silva (1516–1579), fils de Juan de La Cerda (en) | Anne de Bernemicourt femme de Don Fernando de Lacerda filz au duc de Medina Celi |
| 240   |          | Sigier (ou Sohier) le courtraisin (Zeger van Kortrijk) († 1337)                                                                            | Epitaphium domini Sigeri Curtrosini tutoris Gandensis... |
| 241   |          | Jacques Granier | Jacques Granier lequel rescoust le duc de Laval en ung rencontre ou il estoit jecté par terre de son cheval et l'emportast hors de la presse sur son cheval |
| 242   |          | Pedro Vázquez de Saavedra († 1477) | Ung noble chevallier natif du royaulme de Castille, nommé Messire Pierre Vasques de Sayavedra... |
| 243   |          | Jean de Compans | Messire Jehan de Compans du pays de Gascougne vint en Escoche pour faire combat a pied juscques ad ce que l'on verroit le sang que l'ung des deux seroit bleschié |
| 244   |          | Un chevalier de la famille de Beauffort ?                                                                                                  | Ung chevallier d'Arthoys nommé Beauffort vint en Escoce pour exercer armes et rompist trois lances d'une course |
| 245   |          | Jean Le Maire, dit Grisart († 1523 ?), bourgeois d'Arras qui a aidé les Bourguignons à prendre cette ville en 1492                         | Grisart quy rendist la ville d'Arras en la main des Bourguignons |
| 246   |          | Antoine d'Ars, seigneur de La Bâtie en Dauphiné                                                                                            | Messire Anthoyne d'Arses sieur de La Bastie en daulphiné, appellé le chevallier Blancq... |
| 247   |          | Antonio de Leiva | Anthoyne de Leve gouverneur de Milan |
| 248   |          | Ferdinand Alvare de Tolède | Dom Fernand Alvarez de Toledo duc d'Alve, marquis de Coria |
| 249   |          | Pierre-Ernest Ier de Mansfeld | Pierre Ernest conte de Mansfelt |
| 250   |          | Nikola Šubić Zrinski | Le vray pourtraict de l'illustre et vaillant capitaine, lequel tenant le party de l'empereur, assigié des Turcs dedans la grande fortresse de Siget, après avoir soubstenu beaucop d'assaultz, fut prins et tué le ve d'octobre l'an mil Vc soixante six |
| 251   |          | Bernardin de Sienne | Sainct Bernardin |
| 252   |          | Jules II | Pape Jule IIe |
| 253   |          | Marcel II | Marcel IIe de ce nom pape de Rome |
| 254   |          | Pie V | Pie Ve de ce nom pape de Rome |
| 255   |          | Jérôme Aléandre l'Ancien | Hieronymus Aleander archiepiscopus Brundusinus |
| 256   |          | Alexandre Stuart (ecclésiastique) | L'archevescque de St Andrieu filz bastart du Roy d'Escoce quy fut occis a la bataille avecq son pere contre les Anglois |
| 257   |          | Thomas Wolsey | Thomas Volsey cardinal d'Yorck |
| 258   |          | Cristoforo Madruzzo | Christophe Madruce cardinal evesque de Trente et de Brixe |
| 259   |          | Érard de La Marck | Everard de La Marcke presbtre du tiltre de Sainct Crisogone cardinal evescque de Liege duc de Bouillon conte de Lossen |
| 260   |          | Jacopo Sadoleto | Jacques Sadolet evescque de Carpentras cardinal |
| 261   |          | Alexandre Farnèse (cardinal) | Alexandre Frenese cardinal |
| 262   |          | Jean III de Lorraine | Jehan de Loraine cardinal frere du duc Anthoyne |
| 263   |          | Charles de Lorraine (1524-1574) | Charles de Loraine cardinal archevesque de Rheyns |
| 264   |          | Carlo Carafa (1517-1561) | Charles Caraphe cardinal |
| 265   |          | Guillaume Fillâtre | Guillaume Falha evesque de Tournai abbé de Saint Bertin, chancelier de l'ordre du Thoison d'or premier conseillier de Philippe duc de Bourgongne dit le Bon, inventour de ladicte ordre de la Thoison d'or |
| 266   |          | Gilbert d'Oignies | Guillebert d'Ougnies evescque de Tournay et prevost de Saint Pierre de Lille |
| 267   |          | Jean de Mandeville | Jehan de Mandeville chevalier natif d'Angleterre grand voyageur tant par mer que par terre en plusieurs quartiers du monde, comme se peult veoir par ses escriptz, morut l'an 1372 gist aux Willemins lez la cité de Liege |
| 268   |          | Paul Jove | Paulus Jovius episcopus Mucerinus |
| 269   |          | Clément Marot | Clement Marot poete franchoys |
| 270   |          | L'Arioste | Lodovico Ariosto |
| 270v  |          | Laure de Noves (tête couronnée) | Spirido ignito sono en ciel migodo quel che tu cerchi e terra gia molt'anni |
| 271   |          | Jacopo Sannazaro | Giacobo Sannazaro |
| 272   |          | Pétrarque | Son questi i capei biondi e laureo nodo che mi strinse e i begli occhi fur mio sol |
| 273   |          | Jehan Bellegambe | Maistre Jehan Bellegambe paintre excellent |
| 274   |          | Raphaël (peintre) | Raphaël d'Urbin painctre excellent |
| 275   |          | Jérôme Bosch | Jeronimus Bos painctre |
| 276   |          | Rogier van der Weyden | Maistre Rogier painctre de grand renom |
| 277   |          | Gérard David | Maistre David painctre excellent |
| 278   |          | Jean Froissart | Maistre Jehan Froissart |
| 279   |          | Enguerrand de Monstrelet | Messire Enguerand de Monstrelet chronicqueur |
| 280   |          | Olivier de La Marche | Messire Ollivier de la Marche grand maistre d'hostel de Philippe archeduc d'Austriche |
| 281   |          | Philippe de Commynes | Messire Philippe de Commines sieur d'Argenton |
| 282   |          | Barthelemy Alatruye († 1446), maître de la chambre des comptes de Lille                                                                    | |
| 283   |          | Marie de Pacy († 1452), femme de Barthelemy Alatruye                                                                                       | |
| 284   |          | Cicéron | CICERONE |
| 285   |          | Tite-Live | Titus Livius Patavinus cujus invicto calamo invicta Romanorum facta scripta sunt |
| 286   |          | Frère Jean, ascète ? | Frere Jehan qui ne mengoit poinct |
| 287   |          | Coutelier ? | Coutellier |
| 288   |          | Fou de Philippe le Bon | Sot du bon duc Phelippe de Bourgongne |
| 289   |          | Folle de Marguerite d'Autriche | Sotte de madame Marguerite d'Austrice ducesse de Savoye regente et gouvernante des Pays-Bas |
| 290   |          | Jan Hus | Jehan Hus docteur hereticque qui fut bruslé au concile de Constance |
| 291   |          | Martin Bucer | Martin Buccer docteur hereticque |
| 292   |          | Caspar Hedio | Gaspar Hedio docteur hereticque |
| 293   |          | Bernhard Ziegler (d) | Bernardus Ziegles |